# جيل ساندر
جيل ساندر (بالألمانية: Jil Sander)‏ ولدت في 27 نوفمبر عام 1943 في ويسلبورن. وهي مصممة ازياء ألمانية معروفة بتصميمها البسيط، ومؤسسة دار الأزياء جيل ساندرminimalist.

## السيرة الذاتية
حياتها المبكرة وتعليمها

درست ساندرا في مدرسة كريفليد للمنسوجات (دفعة 1963)، وكانت طالبة في جامعة كاليفورنيا في مدينة لوس انجلوس (1963-64) ضمن برنامج تبادل الطلاب الأجانب. وبعد انتهائها من عملها في الجامعة انتقلت لمدينة نيويورك وعملت ككاتبة موضة لإحدى المجلات. بعد ذلك عادت إلى مدينة هامبورغ في سن ال21 وانضمت لأخيها الصغيروالكبير بعد وفاة والدها الغير متوقع في سن ال51.
دار الازياء جيل ساندر

Jil Sander corporate logo

أسست ساندر دار ازيائها تحت اسم جيل ساندرفي عام 1968 في مدينة روثباوم، هامبورغ، ألمانيا. وبدئت عملها بمكينة الخياطة الخاصة بوالدتها وكانت أول مجموعة لشركة هوشيت واستخدمت فيها قماش تريفير. بعد ذلك أطلقت مجموعة تحمل اسم علامتها التجارية في سنة 1973م.
أطلقت أول مجموعة معروضة لها في اثينا بلازا في مدينة باريس عام 1975 ولكن لم تنجح واستطاعت بعد ذلك ان تتخطاها، كما ادرجت شركتها في بورصة فرانكفورت في نهاية الثمانينيات. ازدهرت خلال الثمانينيات والتسعينات وسرعان ما حققت اعجاب دولي ويعود الفضل إلى تجار محلات التجزئة مثل ليندا دريسنر التي عرضت بويتك ساندر في بارك افينو في نيويورك وجوان بورشتين في براونز في مدينة لندن. أعلنت مجموعة جيل ساندر عن مبيعات بقيمة 114 مليون دولار في عام 1995.
برادا

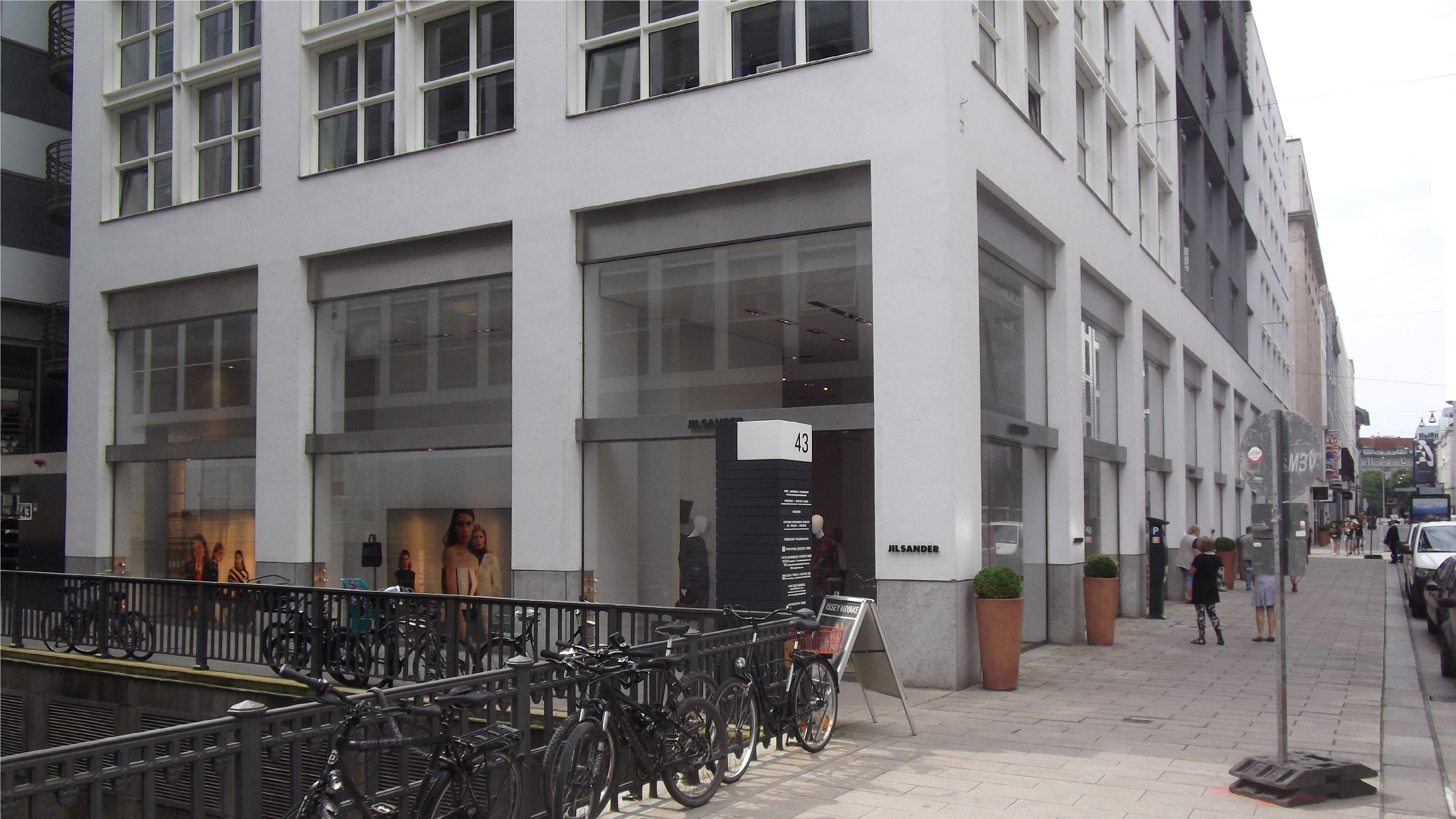
Jil Sander fashion house in Hamburg

اشترت مجموعة برداد 75٪ من أسهم شركتها في عام 1999. وبقيت ساندرا المصمم الابداعي ومن ثم أصبحت الرئيسة في مشروع مشترك جديد، وبعد ستة أشهر استقالت ساندر بشكل مفاجئ كرئيسة، وبعد ذلك بوقيت قصير قدمت استقالتها كمصمم رئيسي بعد مواجهات مع الرئيس التنفيذي باتريزيو بيرتيلي لشركة برادا، وتقريبا جميع المصممين وموظفي الإنتاج غادروا بعد رحيلها. أعلنت مجموعة جيل ساندر في عام 2001 عن أول خسارة لها على الإطلاق حيث بلغت الخسارة الصافية 9.4 مليون دولار، وخسرت العلامة التجارية 26 مليون يورو (حوالي 30.4 مليون دولار) في عام 2001 على مبيعات ثابتة وذلك بسبب تكاليف زيادة محلات التجزئة في لندن ونيويورك.
عادت ساندر بعد ان انتهى شرط عدم المنافسة مرة أخرى كرئيسة المصممين وكشريكة بشكل مفاجئ في مايو 2003، وبشكل رسمي اقترب برتيللي من السيدة ساندر وبدأ التفاوض على هدنة" حيث صرح برتللي بصراحة عن رحيل ساندر في عام 2000: "إن العلامة التجارية القوية مثل جيل ساندر لا تحتاج إلى الاعتماد على اسم المصمم". وتم توظيفها مرة أخرى بموجب عقد استشاري مدته ست سنوات وحصلت على حصة غير معلنة في الشركة ومقرها في اللجنة الاستراتيجية في برادا.
أنهت ساندر التعاون مع برادا في نوفمبر 2004، واستقالت من منصبها مرة أخرى بعد اختلافات لا يمكن تجاوزها مع السيد برتيللي. أعلنت برادا في بيان رسمي أن «قرار باتريزيو بيرتيلي والسيدة ساندر لإنهاء مشاركتها في الشركة كان وديا.» حيث انسحبت من مشاركتها في العلامة التجارية التي تحمل اسمها. ولقد واصلت مساهماتها والعمل في شركة اليابانية. Uniqlo
تم إعادة تصميم مبنى الجص الأبيض في هامبورغ من قبل المهندس المعماري مايكل جابليني من نيويورك والذي كان في السابق صالة عرض جيل ساندر. بعد أيام فقط من تسريح المدير الإبداعي راف سايمونز من منصبة عادت إلى دار الازياء الخاصة بها في فبراير 2012. غادرت ساندر العلامة التجارية مرة أخرى في أكتوبر2013.
Uniqlo
```
أعلنت ساندر عن إنشاء شركة استشارية خاصة بها للأزياء في 17 مارس 2009. وكان أول عميل للشركة محلات التجزئة للموضة السريعة اليابانية مع علامتها، يو ان أي كيو ال أو والتي اشرفت ساندر عليها لتصميم 
```

.+J مجموعات الملابس النسائية والرجالية وسميت المجموعة ب
أطلقت أول مجموعة لموسم خريف\ شتاء عالميًا في الأول من أكتوبر عام 2009وتألفت من 40 قطعة للرجال و100 قطة للنساء وتضمنت المجموعة: معاطف وسترات وقمصان الصوف وقمصان قصيرة الكم واكسسوارات وتميزت القطع ببساطة وجمال تصاميمها والالوان الطبيعية والمعتادة من جيل ساندر.
تم إطلاق الخط الثاني من
+ J

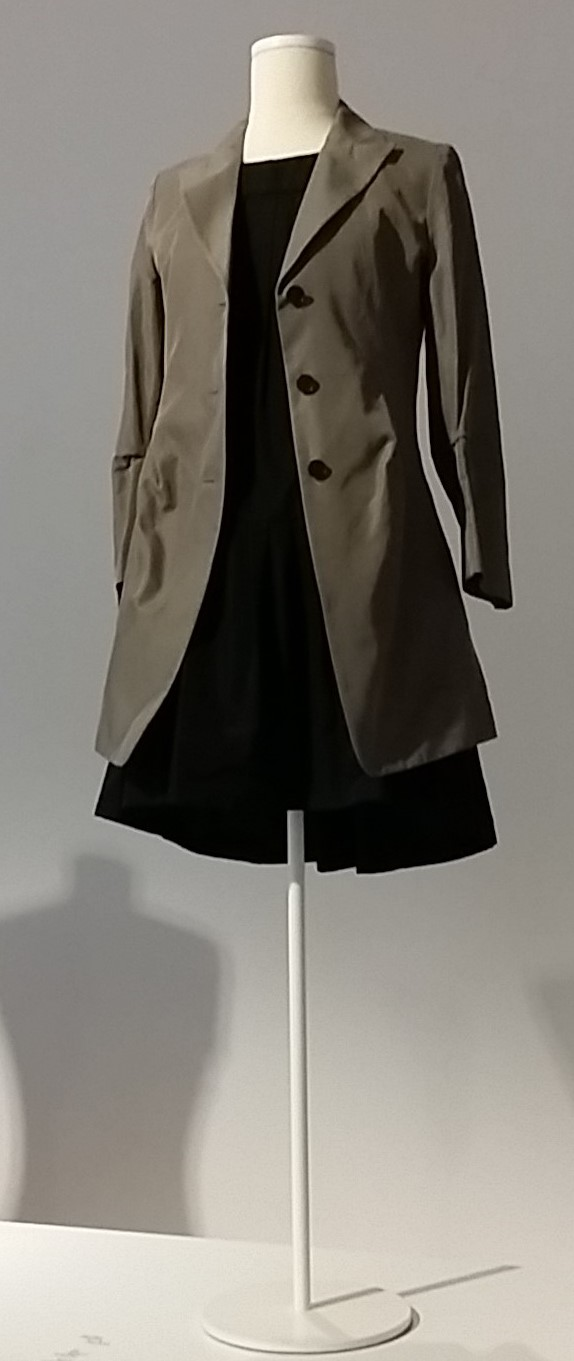
Jil Sander for Uniqlo, Spring-Summer 2011

للمجموعة الجاهزة لملابس الربيع والصيف في 23 ديسمبر 2009، في جميع أنحاء آسيا بما في ذلك اليابان وكوريا الجنوبية وهونغ كونغ والصين، وفي 7 يناير 2010 أطلقت في متاجر لندن. ومن المقرر إطلاقها في المتجر الوحيد في الولايات المتحدة في مدينة نيويورك في 14 يناير 2010. وستشهد هذه المجموعة المزيد من الانخفاضات في مبيعات التجزئة خلال فصلي الربيع والصيف. أعلنت الشركة الأم بعد نجاح دام ثلاث سنوات أن الشراكة لن يتم تجديدها في نهاية عام 2011 وهذا يعني نهاية
.+j
```
كانت المجموعة الأخيرة التي تعاونوا فيها في موسم خريف / شتاء 2011. وقيل إن الانفصال بين الطرفين كان متبادلاً.
```

وعادت مجموعة J إلى رفوف متجر UNIQLO وإلى المتاجر عبر الإنترنت في مجموعة «خريف / شتاء 2014» ومجموعة «أفضل القطع» في ربيع / صيف 2015، والتي تضم قطعًا مختارة تم تصميمها سابقًا من خلال الشراكة القديمة.

## جوائز التقدير
حصلت ساندر على جائزة Bundesverdienstkreuz
من قبل جمهورية ألمانيا الاتحادية لإنجازاتها في صناعة الأزياء.
تم إدراجها كواحدة من ضمن أفضل 50 أنيقة فوق عمر ال50 من قبل الجارديان في مارس 2013. ووصفت ساندر بأنها “ملكة البساطة".

## روابط خارجية
- جيل ساندر على موقع الموسوعة البريطانية (الإنجليزية)
- جيل ساندر على موقع مونزينجر (الألمانية)